# Koliniasi Holani

a Compétitions nationales et continentales officielles uniquement.

b Matchs officiels uniquement.
Dernière mise à jour le 1 mars 2022.
Ryu Koliniasi Holani (ホラニ 龍コリニアシ, Horani Ryū Koriniashi), né le 25 octobre 1981 à Nukuʻalofa (Tonga), est un joueur de rugby à XV international japonais évoluant au poste de troisième ligne centre. Il évolue dans le club des Panasonic Wild Knights en Top League entre 2006 et 2019. Il mesure 1,88 m pour 111 kg.

## Biographie
Koliniasi Holani est né aux Tonga, dans la capitale Nukuʻalofa. Il émigre au Japon à l'âge de 16 ans pour faire ses études , et jouer au rugby, avec d'abord le lycée de Fukaya, puis l'institut de Technologie de Saitama.
Il obtient la nationalité japonaise en 2007. Né Koliniasi Holani, il s'ajoute le kanji Ryū (竜) à son nom lors de sa naturalisation, qui à la fois signifie «dragon» et est un hommage à sa mère.

## Carrière

### En club
Koliniasi Holani a commencé par évoluer avec son club universitaire de Saitama entre 2002 et 2006.
Il a ensuite fait ses débuts professionnels avec le club des Panasonic Wild Knights en Top League qu'il rejoint en 2006,. Avec ce club, il est finaliste du championnat en 2008, 2009, 2010, 2012, 2017 et 2018 ; et il en est champion en 2011, 2014, 2015 et 2016. Il est remporte également le All Japan Championship en 2008, 2009, 2010, 2014 et 2016.
Il met un terme à sa carrière de joueur professionnel en mars 2019, et rejoint l'encadrement technique des Wild Knights.

### En équipe nationale
Koliniasi Holani obtient sa première cape internationale avec l'équipe du Japon le 10 mai 2008 à l'occasion d'un match contre l'équipe du Kazakhstan à Almaty,.
Il est sélectionné par John Kirwan pour participer à la Coupe du monde 2011 en Nouvelle-Zélande. En raison d'une blessure au genou, il ne dispute que le premier match contre l'équipe de France,.
Il fait également partie du groupe japonais sélectionné pour participer à la Coupe du monde 2015 en Angleterre. Il dispute deux matchs contre les Samoa et les États-Unis.
Il obtient sa dernière sélection en juin 2016 face à l'Écosse.

## Palmarès

### En club
- Vainqueur du All Japan Championship en 2008, 2009, 2010, 2014 et 2016.
- Finaliste du All Japan Championship en 2011 et 2012.

- Champion de Top League en 2011, 2014, 2015 et 2016.
- Finaliste de Top League en 2008, 2009, 2010, 2012, 2017 et 2018.

### En équipe nationale
- Vainqueur du Championnat d'Asie de rugby à XV en 2008, 2011, 2012, 2013, 2014 et 2015.
- Vainqueur de la Coupe des nations du Pacifique en 2011.

## Statistiques internationales
- 45 sélections avec le Japon entre 2008 et 2016.
- 110 points (22 essais).

- Participations aux  Coupes du monde en 2011 (1 match) et 2015 (2 matchs).